# 93 Минерва
Вижте пояснителната страница за други значения на 93.
93 Минерва (на английски: 93 Minerva) е троен астероид в астероидния пояс, открит от Джеймс Крейг Уотсън на 24 август 1867 г.
Името идва от Минерва – девствената богиня на мъдростта и войната в древноримската митология.
Астероидът e със силикатен състав и спада към астероиди С-клас. Обикаля около Слънцето за 4 години 208 дни 17 часа, при максимално разстояние от 2,7544 AU. Диаметърът му е 141,5 km, а плътността му е 1,9 g/cm3. Движи се по орбитата си със средна скорост 17,86 km/s.

## Спътници
През 2009 г. около астероида са открити два естествени спътника. Първоначално получават означенията S/2009 (93) 1 и S/2009 (93) 2. По-късно Международният астрономически съюз им дава имената Егида (S/(93) 1 Aegis) и Горгонейон (S/(93) 2 Gorgoneion) в чест на вълшебните оръжия на богинята – щит и меч. Имената са избрани от няколко варианта след допитване по имейл до любители на астрономията. По-големият спътник Егида е с диаметър 4 km и обикаля астероида на разстояние 625 km за 2,6 дена, а по-малкият Горгонейон има диаметър 3 km и обикаля по орбита на 375 km за 1,2 дена.